# Округ Аузли (Кентаки)
Аузли (енгл. Owsley County) је округ у америчкој савезној држави Кентаки.

## Демографија
По попису из 2010. године број становника је 4.755, што је 103 (-2,1%) становника мање него 2000. године.
| Група             | 2000.         | 2010.         |
| Белци             | 4.785 (98,5%) | 4.659 (98,0%) |
| Афроамериканци    | 5 (0,1%)      | 13 (0,3%)     |
| Азијати           | 2 (0,0%)      | 2 (0,0%)      |
| Хиспаноамериканци | 35 (0,7%)     | 39 (0,8%)     |
| Укупно            | 4.858         | 4.755         |